# Saw (игра)
| Системные требования | Системные требования                           | Системные требования                           |
| -------------------- | ---------------------------------------------- | ---------------------------------------------- |
|                      | Минимальные                                    | Рекомендуемые                                  |
| Windows              |                                                |                                                |
| ОС                   | Windows XP из Service Pack 3 или Windows Vista | Windows XP из Service Pack 3 или Windows Vista |
| ЦПУ                  | Pentium 4 2.4 GHz (одноядерный)                | Intel Core 2 Duo или AMD Athlon 64 X2          |
| Объём ОЗУ            | 1 GB                                           | 2 GB                                           |
| Место на диске       | 12 GB свободного пространства                  | 12 GB свободного пространства                  |
| Видеокарта           | nVidia GeForce 6600+ или ATI X1300+            | nVidia GeForce 7600 или ATI X1900              |
| Звуковая плата       | DirectX 9.0c-совместимая                       | DirectX 9.0c-совместимая                       |
| Устройства ввода     | клавиатура, компьютерная мышь                  | клавиатура, компьютерная мышь                  |

Saw (с англ. — «Пила»), также известная как Saw: The Videogame (с англ. — «Пила: Компьютерная игра»»)  — видеоигра в жанре survival horror по мотивам франшизы «Пила». Была разработана студией «Zombie Studios» и издана «Konami» для Microsoft Windows, PlayStation 3 и Xbox 360. Версии для PlayStation 3 и Xbox 360 вышли одновременно 6 октября 2009 года. Релиз-версия для Microsoft Windows вышла 31 октября 2009 года.

## Сюжет
Детектив Дэвид Тэпп приходит в себя в ванной комнате психиатрической лечебницы с разрывателем челюсти на голове. Через некоторое время в комнате включается телевизор, на экране которого появляется кукла Билли, которая объясняет Тэппу, что Конструктор Смерти решил подвергнуть его испытанию, чтобы Дэвид смог избавиться от своей одержимости поймать его, которая уже разрушила его жизнь.
Избавившись от устройства, Тэпп отправляется исследовать лечебницу и вскоре спасает человека, который присоединяется к нему и отводит в медицинское крыло больницы. Там этот человек предаёт Тэппа, и запирает его с человеком, который нападает на него. Тэпп узнаёт, что за ним теперь охотятся другие жертвы лечебницы, так как «кое-кто» (как выразился сам Конструктор) вшил в грудь Дэвида ключ от их устройств.
В медицинском крыле Тэпп получает послание от Конструктора, которое предупреждает его, что в этом крыле находится женщина, которой нужна помощь Дэвида. Вскоре Дэвид находит её — это Аманда Янг, которую он когда-то допрашивал. После своего спасения Аманда присоединяется к Тэппу, однако вскоре её похищает Свиная голова — двухметровый амбал, в красном плаще и маске свиньи.
Дэвиду не удаётся спасти её, и он продолжает исследовать лечебницу, пока его самого не похищает Свиная голова. Очнувшись, Дэвид обнаруживает, что таинственный преследователь надел на него ошейник с патронами. Исследуя лечебницу, Тэпп обнаруживает в ловушке-маятнике Дженнингса Фостера, который работал с ним в полиции. Несколько лет назад Фостер сбил человека, но избежал правосудия, так как подставил невиновного. Увидев Дэвида, Фостер обвиняет, считая, что он оказался в ловушке исключительно по вине Дэвида. Тэпп спасает его, но Фостер быстро убегает, думая, что Тэпп убьёт его.
Бродя по лечебнице, Дэвид натыкается на могилу своего напарника Стивена Синга и узнаёт, что Конструктор поместил в ловушку его вдову Мелиссу Синг. После смерти своего мужа Мелисса совсем забыла о сыне, живя лишь ненавистью к Тэппу. Масла в огонь подлил и Конструктор, который сообщил ей, что Стивен бы остался жив, если бы Дэвид тогда вызвал подмогу, так как отряд полиции без труда бы справился со всеми ловушками в его логове. Несмотря ни на что, Тэпп спасает Мелиссу, которая говорит Дэвиду, что Конструктор оставил за ней выбор не идти с Тэппом, так что она покидает его.
Дэвид начинает понимать, что каждая жертва связана с ним каким-то тёмным делом. Вскоре он обнаруживает кабинеты лечебницы, а также Освальда МакГилликати в новой ловушке. Именно Освальд и придумал прозвище Конструктору, превратив Джона в некую звезду, а позже начал намекать, что Дэвид и есть убийца, так как именно он расследовал это дело. Джон решил, что Освальд мешает ему донести до людей своё послание, и поместил его в ловушку, напоминающую дыбу. Тэпп спасает его, но прежде, чем он успевает что-то сделать, Освальда раздавливает металлическая плита.
Следуя подсказкам Конструктора, Тэпп попадает в крематорий, где он обнаруживает очередное послание, где Джон сообщает, к удивлению Дэвида, что некоторые люди сами хотят быть испытанными. Подобным человеком является запертый в печи крематория Оби Тейт, поджигатель, который писал объявления в газеты, умоляя Джона подвергнуть его испытанию. Тэпп спасает Оби, но это только злит последнего — ему хотелось получить своё собственное испытание, в котором он мог бы выжить, полагаясь исключительно на свои силы. Мечтая о новом испытании, Оби убегает.
После этого Дэвид входит в театр лечебницы, где его ждёт последняя жертва. Там он узнаёт, что это будет кто-то из прошлых испытуемых. Вскоре он обнаруживает, что это Джефф Райденхор, которого они с Сингом спасли в логове Конструктора. Не выдержав бесконечных допросов Тэппа, Джефф попытался покончить с собой, за что Джон решил вновь испытать его. Дэвид спасает его, но Джефф все ещё зол на него, и он убегает, несмотря на свои раны.
Покончив со всеми испытаниями, Дэвид бросается на поиск Конструктора, но вновь натыкается на помощника в маске свиньи. Джон предупреждает Дэвида, что Свиная голова решил превзойти его и испортить игру Тэппа, так что он должен остановить его, чтобы продолжить свой путь. Тэпп вступает с ним в схватку и убивает его, после чего получает ключ от библиотеки. Позже Конструктор сообщает Дэвиду, что его помощник тоже был живым человеком, и спрашивает, на что ещё готов Тэпп, чтобы добраться до истины.
Войдя в библиотеку, Дэвид видит Конструктора, который предлагает ему последнее испытание. Тэпп бросается за ним в погоню, но у него не получается догнать своего врага, зато он находит последний необходимый ему ключ. Он возвращается в библиотеку, где должен выбрать между двумя дверями — подарить оставшимся в живых испытуемым и самому себе свободу, или продолжать нести страдания на пути к истине.

### Концовки
Свобода (англ. Freedom): Тэпп сбегает из лечебницы вместе со спасёнными им людьми. Он объявляется героем и возвращается к себе в дом. Не в состоянии справиться с отчаянием того, что он упустил Пилу, Тэпп кончает жизнь самоубийством, застрелившись из револьвера.
Истина (англ. Truth): Тэпп преследует загадочную фигуру в чёрном, думая, что это и есть Пила. Жестоко избив его на крыше, Тэпп, к ужасу, узнаёт, что это Мелисса, которую он спас ранее. После спасения Мелисса была вновь похищена и подвергнута новому испытанию — она должна была готовить ловушки для Тэппа и следить, чтобы его игра продолжалась, так как Пила похитил её ребёнка. Чтобы она следовала правилам, ей был зашит рот. Она бросается к двери с надписью «Выход», сбегая от Дэвида, но время, отведённое Мелиссе, ещё не подошло к концу — она погибает в такой же ловушке, в которой погиб её муж. Не в состоянии пережить все это, Тэпп сходит с ума и попадает в настоящую психиатрическую больницу, где ему кажется, что он все ещё находится в одной из ловушек Конструктора.

## Отзывы
| Сводный рейтинг | Сводный рейтинг | Сводный рейтинг |
| Издание         | Оценка          | Оценка          |
| Издание         | PS3             | Xbox 360        |
| --------------- | --------------- | --------------- |
| GameRankings    | 59,44 %         | 60,76 %         |